# Biały Piarżek

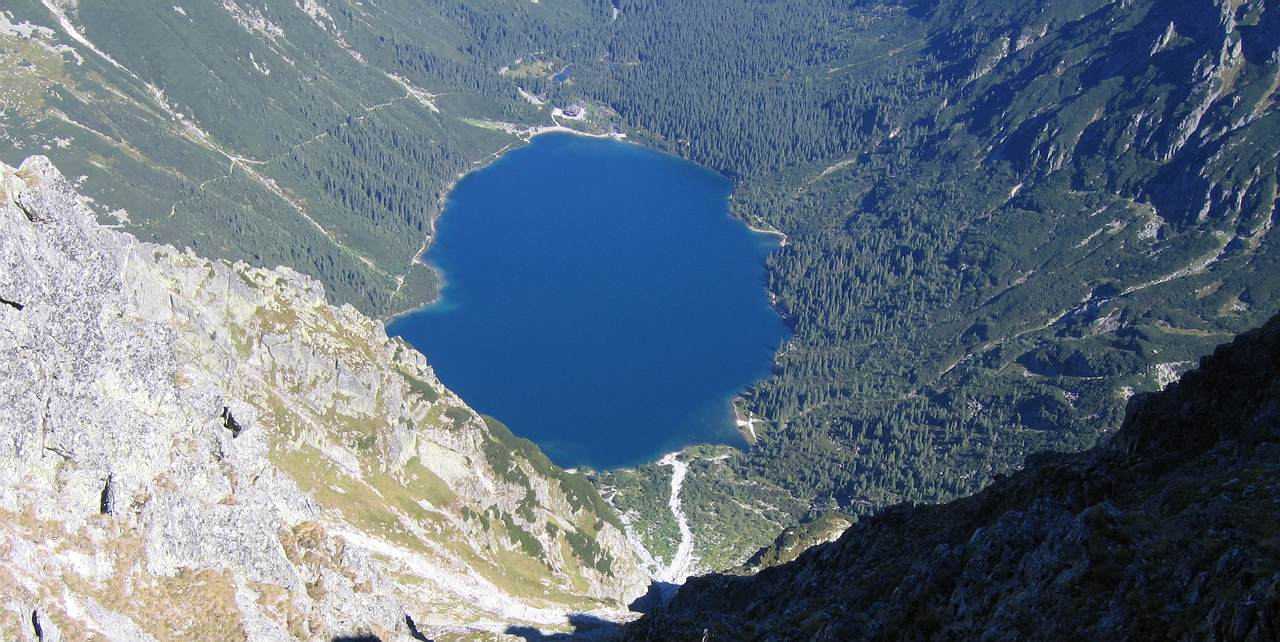
Biały Brzeżek widoczny po prawej stronie Morskiego Oka

Biały Brzeżek – duży piarg w Kotle Morskiego Oka w Tatrach Polskich. Znajduje się u wylotu Żabiego Żlebu spadającego z północnej grani Rysów. Piarg wcina się od wschodu w Morskie Oko, tworząc na nim niewielki półwysep. Zbudowany jest z materiału skalnego znoszonego ze zboczy gór. Materiał ten stopniowo zasypuje przybrzeżne partie Morskiego Oka i tworzy stożek piargowy stopniowo zwiększający swoją powierzchnię i wysokość. Porasta go kosodrzewina.
W brzegi po drugiej stronie Morskiego Oka wcina się piarg zwany Półwyspem Miłości.

## Szlaki turystyczne
Biały Brzeżek przecina czerwony szlak turystyczny okrążający Morskie Oko.
 dookoła Morskiego Oka. Czas przejścia 35 min